# Parc Nacional de Ranthambor

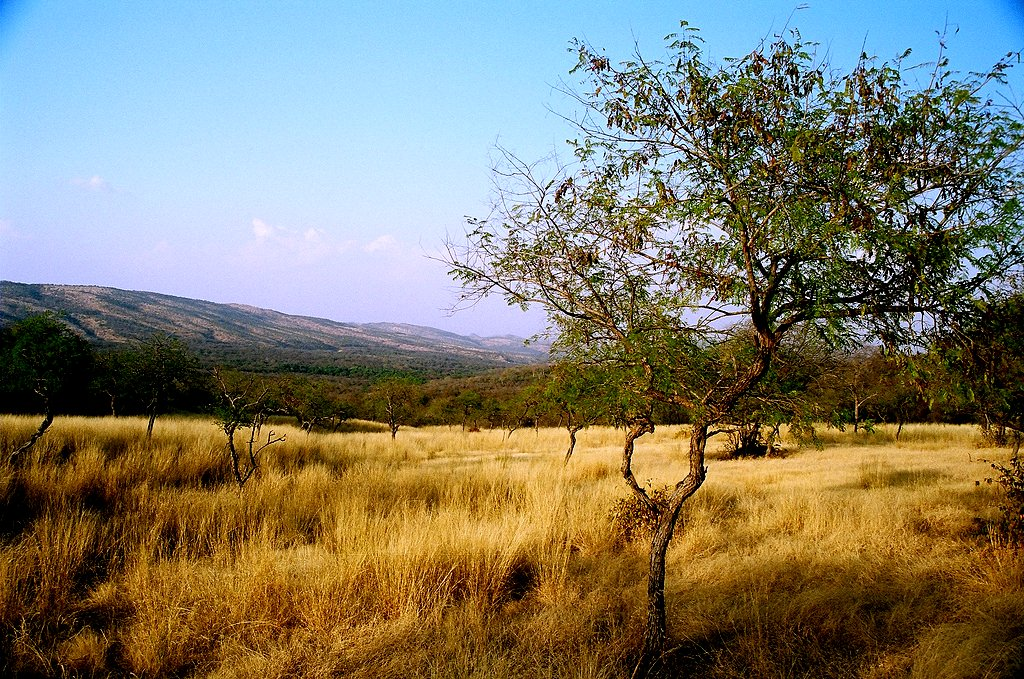
Les muntanyes Aravalli dins el parc

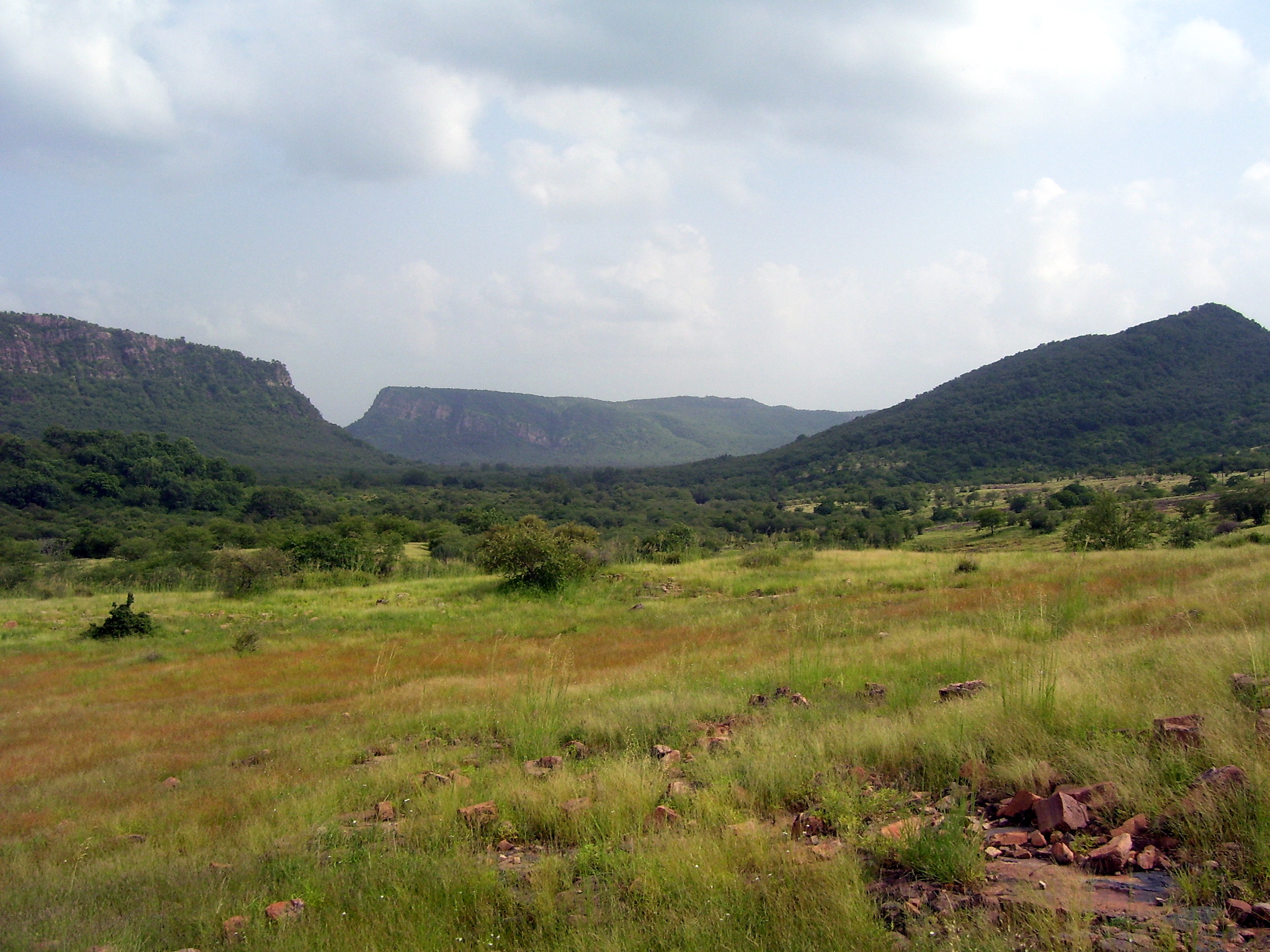
Parc Nacional de Ranthambor

El Parc Nacional de Ranthambor (o Ranthambore) és un dels més gran i famosos espais naturals protegits del nord de l'Índia al districte de Sawai Madhopur, al Rajasthan, a 180 km de Jaipur i 111 km de Sawai Madhopur.
Fou fundat amb el nom de Sawai Madhopur Game Sanctuary el 1955 i el 1973 fou inclòs dins el Projecte de Reserves de Tigres. El 1980 va ser declarat parc nacional i el 1984 les selves properes foren declarades santuari Sawai Man Singh i santuari Keladevi; el 1991 la reserva de tigres fou ampliada per incloure aquests santuaris. El parc limita al nord amb el riu Banas i al sud amb el Chambal. Hi ha alguns llacs, entre els quals el principal és el de Padam Talao. Agafa el nom de la fortalesa de Ranthambor que queda dins el parc. És famós per la seva població de tigres (25 el 2005, però el 1982 s'havia arribat a 44) i té també lleopards i altres animals, com ocells (270 espècies) i rèptils, així com una rica vegetació. Hi ha un gran arbre banya a la vora del llac Padam Talao, que és considerat el segon arbre d'aquest tipus més gran de l'Índia.
El parc té una superfície de 275 km² i de 392 km² incloent la zona de protecció. La zona de reserva de tigres és de 1.334 km². Resta tancat el juliol i agost.